# Pétasite du Japon
Petasites japonicus
Espèce
Classification APG II (2003)
Le pétasite du Japon (Petasites japonicus), en japonais : 菜蕗, également appelé fuki (フキ), est une espèce de plante à fleurs du genre Petasites et de la famille des Asteraceae.
C'est une plante herbacée vivace. Cette plante est native de l'Asie de l'est et cultivée au Japon principalement dans la préfecture d'Aichi . Les jeunes pousses et les bourgeons floraux  sont consommés comme un "légume de montagne" sansai (山菜 = さんさい）ou légume sauvage comestible. Elle a été introduite en Colombie-Britannique par des immigrants japonais. C'est l'un des symboles de la préfecture d'Akita, au Japon.   
Il en existe deux variétés  :    
- La variété basse jusqu'à 1.2 m. de hauteur, diamètre de la feuille jusqu'à 0.4 m[2]. La plus répandue est le pétasite hâtif d'Aichi à pétiole charnu [5], elle est proche du pétasite de Montagne yamafuki ( 山フキ) dont le pétiole est violet à la base.
- la variété giganteus, akitafuki (アキタフキ), qui peut atteindre une hauteur de 2 m., un diamètre de la feuille de 1 m. en milieu favorable[6] et qui serait meilleure au gout [2]. Un cultivar variegatus est diffusé comme plante décorative.

## Culture
La plante demande un sol humide, une situation ombragée, un pH du sol entre 6.1 et 8.5 (peu acide à alcalin) et un climat frais (zone de rusticité USDA : 5a à 9b). 
La récolte des bourgeons floraux se fait en mai, celle des tiges en juin . 
Elle est envahissante dès lors que les conditions de végétation sont favorables (en Europe les pays du nord où elle est listée invasive ).

## Utilisation
Le pétasite du Japon serait une plante de cueillette consommée dès avant notre ère par les premiers occupants du Japon . Son apport nutritionnel est quasi nul, il est riche en fibre et pauvre en vitamines. 
La préparation traditionnelle de ce légume inclut un pré-traitement avec des cendres ou du bicarbonate de sodium pour supprimer son astringence, une technique connue sous le nom de  aku-nuki (灰汁抜き, littéralement « retrait de l’astringence »). Les pousses peuvent être pelées, puis coupées et revenues avec du miso, pour cuisiner un plat appelé fuki-miso, qui est mangé comme un condiment sous forme de pâte grossière servie au-dessus d'un bol de riz chaud. 
On le sert également mariné et bouilli, mijoté, sauté, au four avec viande ou poisson, en salade après avoir été bouilli 
Les bourgeons floraux fukinotō (ふきのとう) sont légèrement saumurées puis servis en tenpura .

## Pharmacologie et toxicité
La plante appartient à la pharmacopée traditionnelle comme antiasthmatique et antispasmodique. Les divers composés phénoliques et sesquiterpènes ont un effet antioxydant démontré sur le cerveau de la souris.
L'Agence européenne des médicaments classe le pétasite du Japon dans sa liste des plantes médicinales contenant des alcaloïdes de pyrrolizidine insaturés toxiques. L'effet cancérigène en cas d'administration continue  est démontré chez le rat pour le pétasite du Japon.   
L'hépatotoxicité est démontrée chez l'humain pour une espèce proche : le grand pétasite (pétasites hybridus, en. Butterbur) qu'on trouve recommandé comme antimigraineux, ce qui a conduit la Medicines and Healthcare products Regulatory Agency (en) britannique et la New Zealand Medicines and Medical Devices Safety Authority (Medsafe (en)) à en déconseiller l'utilisation,.

## Mythologie
Les pétasites du Japon sont liés aux Koropokkuru (« hommes sous les feuilles de pétasite » en Aïnou), petits lutins ou esprits végétaux du folklore aïnou habitant sous terre et dans les tiges des feuillages de tussilages ou de pétasites et dont ils tiennent leur nom.